# Petrîkivka
Petrîkivka (în ucraineană Петриківка) este așezarea de tip urban de reședință a raionului Petrîkivka din regiunea Dnipropetrovsk, Ucraina. În afara localității principale, mai cuprinde și satele Cervonopartîzanske, Jovtneve și Sotnîțke.

## Demografie
Componența lingvistică a așezării de tip urban Petrîkivka
     Ucraineană (97,01%)
     Rusă (2,75%)
     Alte limbi (0,04%)
Conform recensământului din 2001, majoritatea populației așezării de tip urban Petrîkivka era vorbitoare de ucraineană (97,01%), existând în minoritate și vorbitori de rusă (2,75%).